# 国鉄クハニ19形電車
クハニ19形は、かつて日本国有鉄道（国鉄）に在籍した旧形電車である。1959年（昭和34年）12月22日付けの通達で実施された形式番号整理により、クハ16形のうち荷物室を設置していたものを区別のため新形式を与えたものである。片運転台式3扉ロングシートの17m級三等荷物合造制御車である。その内訳は次のとおりである。
1. クハニ19000 - 19007 : クハ16形200・250番台に荷物室を設けたもの。詳細は国鉄30系電車#クハニ19形の制定を参照。
2. クハニ19021 : クハ16形0番台に荷物室を設けたもの。詳細は国鉄31系電車#クハニ19形の制定を参照。
3. クハニ19050 - 19055 : クハ16形400番台に荷物室を設けたもの。詳細は国鉄50系電車#クハニ19形の制定を参照。